# 鲃鲤
鲃鲤（学名：Puntioplites proctozysron）为鲤科鲃鲤属的鱼类。分布于泰国、老挝、柬埔寨、越南等地以及西双版纳的澜沧江干流及其支流小黑江等。该物种的模式产地在泰国。

## 扩展阅读
維基物種上的相關：鲃鲤